# Tea Donguzashvili
Tea Gayozovna Donguzashvili –en ruso, Теа Гайозовна Донгузашвили– (Tiflis, 4 de enero de 1976) es una deportista rusa, de origen georgiano, que compitió en judo.
Participó en los Juegos Olímpicos de Atenas 2004, obteniendo una medalla de bronce en la categoría de +78 kg. Ganó tres medallas en el Campeonato Mundial de Judo entre los años 2003 y 2011, y once medallas en el Campeonato Europeo de Judo entre los años 2000 y 2011.

## Palmarés internacional
| Juegos Olímpicos   | Juegos Olímpicos        | Juegos Olímpicos  | Juegos Olímpicos |
| Año                | Lugar                   | Medalla           | Categoría        |
| ------------------ | ----------------------- | ----------------- | ---------------- |
| 2004               | Atenas (Grecia)         | Medalla de bronce | +78 kg           |
| Campeonato Mundial |                         |                   |                  |
| Año                | Lugar                   | Medalla           | Categoría        |
| 2003               | Osaka (Japón)           | Medalla de bronce | +78 kg           |
| 2010               | Tokio (Japón)           | Medalla de bronce | Abierta          |
| 2011               | Tiumén (Rusia)          | Medalla de plata  | Abierta          |
| Campeonato Europeo |                         |                   |                  |
| Año                | Lugar                   | Medalla           | Categoría        |
| 2000               | Breslavia (Polonia)     | Medalla de bronce | Abierta          |
| 2001               | París (Francia)         | Medalla de plata  | +78 kg           |
| 2002               | Maribor (Eslovenia)     | Medalla de plata  | Abierta          |
| 2003               | Düsseldorf (Alemania)   | Medalla de plata  | +78 kg           |
| 2005               | Róterdam (Países Bajos) | Medalla de plata  | +78 kg           |
| 2005               | Moscú ( Rusia)          | Medalla de plata  | Abierta          |
| 2006               | Novi Sad (Serbia)       | Medalla de oro    | Abierta          |
| 2007               | Belgrado (Serbia)       | Medalla de bronce | +78 kg           |
| 2008               | Lisboa (Portugal)       | Medalla de plata  | +78 kg           |
| 2010               | Viena (Austria)         | Medalla de plata  | +78 kg           |
| 2011               | Estambul (Turquía)      | Medalla de bronce | +78 kg           |